# Simona Brizzi

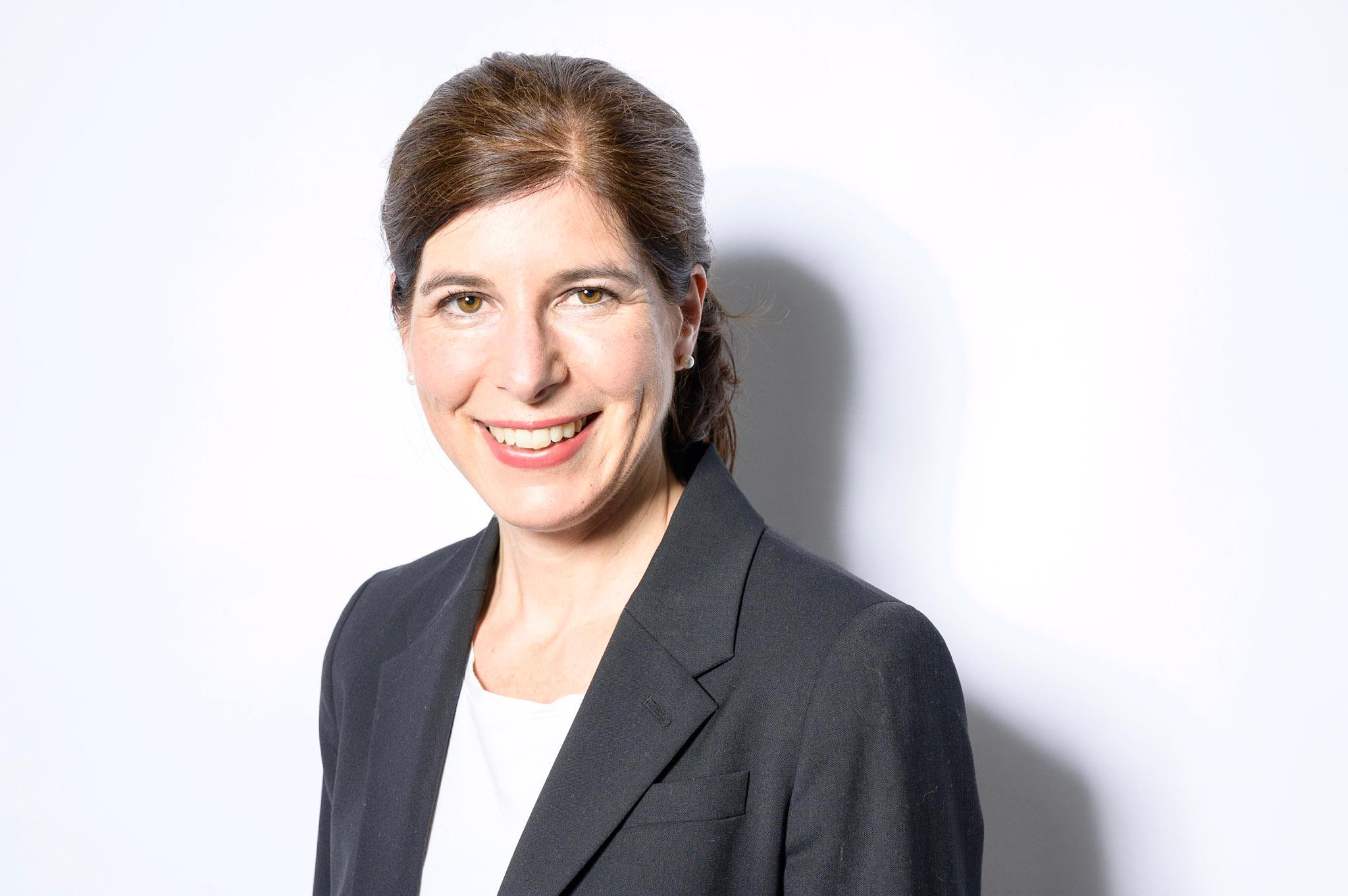
Simona Brizzi

Simona Brizzi (* 16. November 1973 in Baden AG; heimatberechtigt in Sarmenstorf und Hitzkirch) ist eine Schweizer Politikerin (SP). Sie wurde bei den Parlamentswahlen 2023 im Kanton Aargau in den Nationalrat gewählt.

## Ausbildung und Beruf
Simona Brizzi ist Dozentin und Beraterin. Nach dem Erwerb des Lehrpatents für Primar- und Realschulen nahm sie an der Universität Zürich ein Masterstudium (Pädagogische Psychologie und Sozialpädagogik, Sonderpädagogik und Psychopathologie) auf. Sie arbeitete bis 2002 als Sekundar- und Realschullehrerin im Kanton Aargau. Von 2002 bis 2018 lehrte Simona Brizzi an der Hochschule für Heilpädagogik im Bereich Pädagogik bei Schulschwierigkeiten. Heute ist sie neben ihrer politischen Arbeit als Dozentin an der Pädagogischen Hochschule Zürich im Bereich Bildung und Erziehung und als selbstständige Beraterin tätig.

## Politik
Simona Brizzi politisiert für die Sozialdemokratische Partei. Sie interessierte sich nach eigenen Angaben schon früh für Politik – sie begleitete häufig ihre Mutter, die als Stadträtin aktiv war. 2001 wurde sie erstmals in den Grossen Rat gewählt, trat 2007 aus familiären und beruflichen Gründen zurück. 2009 wurde Simona Brizzi in den Erziehungsrat des Kantons Aargau gewählt (bis 2018). 2017 gelang ihr die Wiederwahl in den Grossen Rat. Bei den Parlamentswahlen im Oktober 2023 holte sie mit 28'814 Stimmen einen von drei Nationalratssitzen für die SP des Kantons Aargau. Sie ist Mitglied der Kommission für Wissenschaft, Bildung und Kultur. 

## Privates
Simona Brizzi wuchs in Rütihof auf. Heute lebt sie mit ihrer Familie in Ennetbaden im Kanton Aargau. Sie ist verheiratet und hat drei Kinder.